# Taymyr (1989)
Taymyr (ryska: Таймыр) är en rysk atomdriven flodisbrytare, byggd 1989 på Wärtsiläs varv i Helsingfors. Fartyget var det första av fyra isbrytare av Taymyr-klass.